# Трахінот
Трахінот (Trachinotus) — рід окунеподібних риб родини Ставридові (Carangidae).

## Поширення
Трахінот широко поширений у тропічних водах  Атлантичного, Індійського і  Тихого океанів. Мешкають поблизу коралових та скелястих рифів. Деякі види утворюють великі зграї, інші зустрічаються в основному поодинці.

## Опис
Загальна довжина тіла сягає від 34 см ( T. stilbe) до 122 см, маса до 36 кг (Trachinotus falcatus). Висока елліпсовидне тіло стисле з боків. Передній профіль голови овально закруглений. Хвостове стебло коротке і вузьке. Луска дуже дрібна. Забарвлення зазвичай сріблясте з плямами або поперечними смугами у деяких видів. Перший спинний плавець має вигляд 6 маленьких колючок, які з'єднані перетинкою тільки у молодих риб. Другий спинний і анальний плавці довгі, спереду закруглені, перші промені обох плавців подовжені, у деяких видів їхні кінці майже досягають хвостового плавця. Анальний плавець розташований строго навпроти другого спинного. Перед анальним плавцем знаходяться дві вільні колючки, ще одна колючка з'єднана з анальним плавцем. На хвостовому стеблі кісткових щитків немає. Рот напівнижній. 

## Види
Рід містить 20 видів:
- Trachinotus africanus (Delsman, 1941)
- Trachinotus anak (Ogilby, 1909)
- Trachinotus baillonii (Lacépède, 1801)
- Trachinotus blochii (Lacépède, 1801)
- Trachinotus botla (Shaw, 1803)
- Trachinotus carolinus (Linnaeus, 1766)
- Trachinotus cayennensis (Cuvier, 1832)
- Trachinotus coppingeri (Günther, 1884)
- Trachinotus falcatus (Valenciennes, 1833)
- Trachinotus goodei (Jordan & Evermann, 1896)
- Trachinotus goreensis (Cuvier, 1833)
- Trachinotus kennedyi (Steindachner, 1876)
- Trachinotus marginatus (Gill, 1863)
- Trachinotus maxillosus (Cuvier, 1832)
- Trachinotus mookalee (Cuvier, 1832)
- Trachinotus ovatus (Linnaeus, 1758)
- Trachinotus paitensis (Cuvier, 1832)
- Trachinotus rhodopus (Gill, 1863)
- Trachinotus stilbe (Jordan & McGregor, 1899)
- Trachinotus teraia (Cuvier, 1832)